# دوغلاس ستيوارت (شاعر)
دوغلاس ستيوارت (بالإنجليزية: Douglas Stewart)‏ هو شاعر نيوزيلندي، ولد في 6 مايو 1913 في Eltham, New Zealand ‏ في نيوزيلندا، وتوفي في 14 فبراير 1985 في سيدني في أستراليا.

## وصلات خارجية
- دوغلاس ستيوارت على موقع الموسوعة البريطانية (الإنجليزية)
- دوغلاس ستيوارت على موقع ميوزك برينز (الإنجليزية)